# Assemblée nationale (Venezuela)
Pour les autres articles nationaux ou selon les autres juridictions, voir Assemblée nationale.
Ve législature
Congrès de la République
Palais fédéral législatif (en)
L'Assemblée nationale (en espagnol : Asamblea Nacional) est le parlement monocaméral du Venezuela depuis 1999. Elle remplace le Congrès de la République.

## Histoire

### Sous les constitutions précédentes
Dans le cadre des anciennes constitutions, de 1830 à celle 1961, le Venezuela était doté d'un parlement bicaméral, le Congrès de la République (Congreso de la República). Il était composé d'un Sénat (Senado) et d'une Chambre des députés (Cámara de Diputados).
Le Sénat était composé de deux sénateurs par État, plus deux sénateurs pour le District fédéral, et un certain nombre de sénateurs représentant les minorités ethniques. En outre, les anciens présidents de la République (ceux qui ont été élus démocratiquement, légalement ou leurs remplaçants désignés pour au moins un demi-mandat présidentiel) étaient membres de droit à vie. On ne pouvait être élu sénateur qu'en étant vénézuelien d'origine et âgé de plus de trente ans.
Les membres de la Chambre des députés étaient élus au suffrage universel direct à raison d'au moins deux députés par État. La fonction était ouverte aux citoyens âgés de 21 ans et plus.

### Assemblée nationale constituante de 1999
Après l'élection d'Hugo Chávez à la présidence de la République  en décembre 1998, une Assemblée constituante a été convoquée, à la suite d'un référendum, comme promis lors de la campagne présidentielle. Cette décision a été motivée parce que, selon Chávez, le système politique hérité de l'ancienne Constitution de 1961 isolait les institutions du peuple. Cette initiative a reçu un large soutien populaire, en particulier parmi les classes les plus pauvres du Venezuela, qui avaient connu une baisse significative de leur niveau de vie au cours de la dernière décennie et demie. L'Assemblée nationale constituante (ANC), composée de 131 élus au suffrage universel direct, a été convoquée en août 1999 pour commencer la rédaction d'un nouveau texte constitutionnel. Les chavistes dominant largement l'Assemblée, les travaux ont été brefs et le 15 décembre 1999, la nouvelle constitution est approuvée par référendum à une large majorité. Elle est entrée en vigueur le 20 décembre de la même année.
Le Congrès de la République est par ailleurs suspendu par décret de l'Assemblée nationale constituante du 25 août 1999 et transformé en Commission déléguée de l'Assemblée nationale (Comisión Delegada de la Asamblea Nacional, en espagnol). Le 28 mars 2000, la Commission est dissoute par l'Assemblée nationale constituante et les députés et sénateurs forment une nouvelle Commission législative nationale (Comisión Legislativa Nacional, en espagnol), appelée couramment le « Congresillo », une commission transitoire, en attendant l'élection de l'Assemblée nationale.

### Sous le régime de la Constitution de 1999

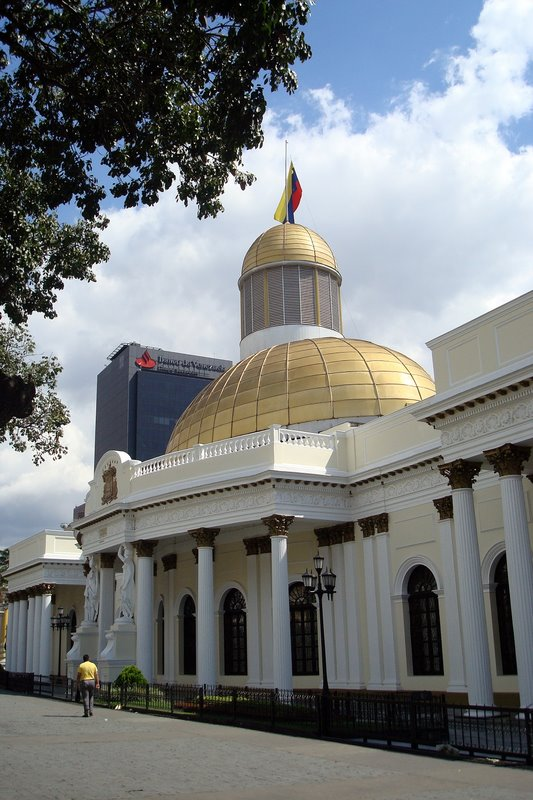
Le palais fédéral législatif.

Dans le cadre de la nouvelle Constitution « bolivarienne » de 1999, le nouveau Parlement du Venezuela est constitué d'une unique chambre, l'Assemblée nationale. Les 165 députés (diputados) de l'Assemblée sont élus au suffrage universel, direct, personnel et secret à la représentation proportionnelle. Trois sièges sont réservés à la représentation des peuples autochtones du Venezuela. Le mandat de député est de cinq ans, et tous doivent nommer un suppléant ayant pour fonction de les remplacer pendant des périodes d'incapacité ou d'absence (art. 186). Ils pouvaient être réélus à deux reprises maximum avant que le référendum constitutionnel de 2009 ne mette fin à cette limite.
Les députés doivent être des citoyens vénézuéliens de naissance ou naturalisés Vénézuéliens avec une période de résidence de plus de 15 ans, être âgés de plus de 21 ans le jour de leur élection, et être domiciliés dans l'État dans lequel ils briguent un mandat depuis au moins quatre ans (article 188).
L'élection de la première législature de l'Assemblée nationale eut lieu le 30 juillet 2000. Les résultats donnèrent 91 sièges au Mouvement Cinquième République (MVR) chaviste, contre 33 aux sociaux-démocrates de l'Action démocratique, 6 aux démocrates chrétiens de Projet Venezuela, 6 aux centristes du Comité d'organisation politique électorale indépendante, 6 aux sociaux-démocrates du Mouvement vers le socialisme, 5 pour Primero Justicia (Justice d'abord), 3 pour la Cause radicale et 3 pour Un nouveau temps, tous dans l'opposition. Le PPT, allié du MVR, a obtenu un élu, et onze autres députés au positionnement idéologique flou ont également été élus. Le taux d'abstention a été d'un peu moins de 44 % des inscrits.
Les élections législatives de 2005, boycottées par l'opposition qui redoutait une nouvelle défaite, ont été marquées par un très fort taux d'abstention de l'ordre de 75 % des inscrits. Le MVR a largement remporté ce scrutin avec 114 sièges, les sièges restants allant à d'autres petits partis soutenant plus ou moins ouvertement le gouvernement. Cette domination s'est accrue avec la fondation du Parti socialiste unifié du Venezuela (PSUV), rallié par les députés du MVR et plusieurs membres des petits partis, bien que la plupart d'entre eux n'aient pas intégré le PSUV.
Les élections législatives de 2015 voient la victoire de l'opposition, qui obtient la majorité parlementaire, une première depuis 1999.
En janvier 2017, le parlement se déclare en « rébellion totale » et refuse d'exclure, sur ordre du Tribunal suprême de justice, trois députés élus accusés d'avoir eu recours à des achats de votes, alors que les députés bénéficiaient déjà de leur immunité parlementaire, conformément à l'article 200 de la constitution. Le 29 mars 2017, la Cour suprême (totalement alignée politiquement sur le pouvoir chaviste) s'octroie le pouvoir législatif. Le président de l'Assemblée nationale, Julio Borges, dénonce alors un « coup d'État ». Le 31 mars, Luisa Ortega, à la tête du parquet national, conteste également la décision. Cela fait également l'objet d'un tollé auprès de la communauté internationale. Le 1er avril 2017, le Tribunal suprême de justice annule les deux décrets, tandis que l'opposition appelle à de nouvelles manifestations. Le 5 avril, le Parlement vote une résolution pour limoger les juges de la Cour suprême.
Depuis la victoire de l'opposition aux élections législatives de 2015, le Conseil national électoral (CNE), dont la grande majorité des membres est chaviste, s'emploie à empêcher la tenue d'un référendum révocatoire, tandis que les élections régionales de 2016 ont été reportées sine die. Le gouvernement a par ailleurs arrêté de payer les frais de fonctionnement de l'Assemblée et de payer les députés.
À la suite des élections constituantes convoquées par le président Nicolás Maduro le 30 juillet 2017, la nouvelle Assemblée nationale constituante s'installe dans le salon Elliptique, dans le même édifice que l'Assemblée nationale qui, elle, siège dans l'hémicycle du palais fédéral législatif. Cette dernière, contestant la légitimité de sa rivale, assure qu'elle continuera de siéger et qu'elle ne quittera pas les lieux.
Dans la nuit du 7 au 8 août 2017, un détachement de la garde nationale, sous le commandement du colonel Bladimir Lugo et sous les ordres de la présidente de l'Assemblée constituante, Delcy Rodríguez, force les portes de l'hémicycle et donnent l'assaut.
Le 4 janvier 2019, le groupe de Lima, annonce ne pas reconnaître le nouveau mandat de Nicolás Maduro, réélu en 2018 et l'appelle à transférer le pouvoir à l'Assemblée nationale. Le 5 janvier, l'Assemblée nationale déclare le nouveau mandat de Maduro comme « illégitime ». Le jour même, Diosdado Cabello, président de l'Assemblée nationale constituante, annonce que la prestation de serment aura lieu au Tribunal suprême de justice, estimant que l'Assemblée nationale n'est pas légitime. Le 11 janvier, au lendemain de la prestation de serment de Maduro, Juan Guaidó, président de l'Assemblée nationale, se disant prêt à assumer le pouvoir, appelle à une manifestation pour le 23 janvier. Il est brièvement arrêté par le Sebin le 13 janvier avant d'être relâché dans la journée.
Le 16 janvier, l'Assemblée nationale appelle à la « désobéissance », promettant une amnistie aux militaires. Le 17 janvier, des militaires en exil au Pérou, répondent à l'appel.
Le 23 janvier 2019, Juan Guaidó s'autoproclame « président en exercice » du Venezuela et prête serment au cours d'une manifestation organisée à Caracas. Il obtient la reconnaissance des États-Unis, du Canada, du Brésil, de la Colombie, du Pérou,, et des principaux pays de l'Union européenne.
Le 28 mars, Guaidó est révoqué de son poste de président du Parlement et déclaré inéligible pour 15 ans.
Le 5 janvier 2020, Guaidó, les médias et les députés d'opposition sont empêchés par la police d'accéder aux locaux du Parlement. Luis Parra se proclame président du Congrès avec le soutien des députés chavistes et d’une partie de l'opposition, qui l'ont élu à main levée, tandis que Guaidó est réélu par une centaine de députés de l'opposition dans les locaux d'El Nacional. Luis Parra a été exclu de Primero Justicia en décembre en raison d’une affaire de corruption.
Le lendemain 7 janvier, alors que les forces policières lui faisaient barrage, Guaidó parvient à l'intérieur de l'hémicycle de l'Assemblée et prête serment comme président de l'Assemblée nationale après la fin de la séance présidée par son rival Parra.
Après la tenue des élections législatives vénézuéliennes de 2020, la législature sortante décide de se maintenir au pouvoir pour une année supplémentaire sous la forme d'une commission déléguée pour assurer la continuité législative. La nouvelle législature, dominée par le chavisme, s'installe le 5 janvier 2021.

## Système électoral
L'Assemblée nationale est composée de 277 sièges pourvus pour cinq ans selon un mode de scrutin parallèle. Sur ce total, 133 le sont au scrutin majoritaire plurinominal dans 87 circonscriptions, dont trois sièges réservés aux communauté indigènes. Dans chaque circonscription, les candidats ayant recueilli le plus de suffrages sont élus, à hauteur du nombre de sièges à pourvoir. Les 144 sièges restants sont quant à eux pourvus au scrutin proportionnel plurinominal, dont 96 répartis dans 24 circonscriptions de  trois à dix sièges correspondant aux 23 États du pays plus le district de la capitale, Caracas, auxquels s'ajoutent 48 sièges pourvus dans une unique circonscription nationale. Après décompte des suffrages, les sièges sont répartis à la proportionnelle selon la méthode d'Hondt,,.
Au scrutin précédent de 2015, l'Assemblée comportait 167 députés, dont 113 élus au scrutin majoritaire, tandis que 51 députés étaient élus au scrutin proportionnel plurinominal de liste dans une unique circonscription nationale. Enfin, trois sièges étaient réservés aux indigènes,.

## Liste des présidents
|  | Portrait | Nom                      | Début          | Fin              | Parti         |
|  | -------- | ------------------------ | -------------- | ---------------- | ------------- |
|  |          | Willian Lara             | 10 août 2000   | 5 janvier 2003   | MVR           |
|  |          | Francisco Ameliach (es)  | 5 janvier 2003 | 5 janvier 2005   | MVR           |
|  |          | Nicolás Maduro           | 5 janvier 2005 | 7 août 2006      | MVR           |
|  |          | Cilia Flores             | 7 août 2006    | 5 janvier 2011   | MVR puis PSUV |
|  |          | Fernando Soto Rojas (es) | 5 janvier 2011 | 5 janvier 2012   | PSUV/GPP      |
|  |          | Diosdado Cabello         | 5 janvier 2012 | 5 janvier 2016   | PSUV/GPP      |
|  |          | Henry Ramos Allup        | 5 janvier 2016 | 5 janvier 2017   | AD/MUD        |
|  |          | Julio Borges             | 5 janvier 2017 | 5 janvier 2018   | PJ/MUD        |
|  |          | Omar Barboza             | 5 janvier 2018 | 5 janvier 2019   | UNT/MUD       |
|  |          | Juan Guaidó              | 5 janvier 2019 | 30 décembre 2022 | UNT/MUD       |
|  |          | Jorges Rodríguez         | 5 janvier 2021 | Actuel           | PSUV/GPP      |